# A tiempo de rock
A Tiempo de Rock es el nombre del segundo álbum de Sombrero Verde lanzado en 1983.
Laura, Hechos nada más y Me voy al mar fueron los sencillos del disco.
Al igual que su antecesor, este álbum también tuvo un éxito escaso que tampoco dejó conforme a la banda.

## Lista de canciones
| #  | Título           | Duración |
| -- | ---------------- | -------- |
| 1  | Laura            | 3:04     |
| 2  | Decidir          | 2:57     |
| 3  | Hechos Nada Más  | 4:03     |
| 4  | ...Y Nadie Abrió | 3:14     |
| 5  | Yo Te Amé        | 3:50     |
| 6  | No Me Mires Así  | 3:29     |
| 7  | Qué Linda Ciudad | 3:23     |
| 8  | Quédate          | 2:52     |
| 9  | Me Voy al Mar    | 2:26     |
| 10 | El Espejo        | 4:30     |

- La canción No Me Mires Así fue utilizada en el álbum Falta amor
- La canción El Espejo fue reescrita y utilizada en el álbum Drama y luz

## Grupo
- (Fher) Olvera: voz, guitarra acústica y guitarra eléctrica
- Gustavo Orozco: guitarra eléctrica
- Juan Calleros: bajo
- Ulises Calleros guitarra eléctrica , coros
- Abraham Calleros batería

### Músicos invitados
- Adolfo Díaz: Sax
- Raúl Garduño: Teclados
- Memo Espinoza: Trompeta
- José Villar: Trompeta

- Datos: Q4660131